# Genyorchis saccata
Genyorchis saccata är en orkidéart som beskrevs av Dariusz Lucjan Szlachetko och Tomasz Sebastian Olszewski. Genyorchis saccata ingår i släktet Genyorchis och familjen orkidéer.
Artens utbredningsområde är Ekvatorialguinea. Inga underarter finns listade i Catalogue of Life.